# Рыжебокая джунглевая мухоловка
Рыжебокая джунглевая мухоловка (лат. Vauriella insignis) — вид воробьиных птиц из семейства мухоловковых (Muscicapidae). Эндемик филиппинского острова Лусон. Обитают во влажных горных лесах в тропиках.
Ранее помещался в род Rhinomyias, однако опубликованное в 2010 году молекулярное исследование обнаружило полифилию этого рода.

## Описание
Длина тела 16,5—19 см. Голова и лицо тёмного оливково-коричневого оттенка. «Бровь» (supercilium) белая.

## Биология
Эти птицы ведут очень скрытный образ жизни. Об их питании известно мало, рацион предположительно состоит из мелких беспозвоночных.

## Консервация
МСОП присвоил таксону охранный статус «Уязвимые виды» (VU).